# Джано-Ветусто
Джано-Ветусто (італ. Giano Vetusto) — муніципалітет в Італії, у регіоні Кампанія,  провінція Казерта.
Джано-Ветусто розташоване на відстані близько 165 км на південний схід від Рима, 45 км на північ від Неаполя, 19 км на північний захід від Казерти.
Населення — 650 осіб (2014).
Щорічний фестиваль відбувається 7 квітня. Покровитель — святий Петро.

## Демографія
Населення за роками:

Станом на 1 січня 2023 року в муніципалітеті офіційно проживало 30 іноземців з 8 країн, серед них 8 громадян країн Євросоюзу.

## Сусідні муніципалітети
- Кальві-Різорта
- Камільяно
- Формікола
- Пасторано
- Піньятаро-Маджоре
- Роккетта-е-Кроче